# Maksim Djiochvili
Maksim Dmitrievitch Djiochvili - en russe : Максим Дмитриевич Джиошвили et en anglais : Maxim Dzhioshvili - (né le 15 janvier 1996 à Moscou en Russie) est un joueur professionnel russe de hockey sur glace. Il évolue au poste d'attaquant. Son frère Vladislav est également professionnel.

## Biographie

### Carrière en club
Formé au HK Dinamo Moscou, il poursuit son apprentissage en Amérique du Nord. Il débute en junior avec le Thunder de Bloomington dans l'USHL en 2014-2015. La saison suivante, il évolue dans la MHL avec les Rousskie Vitiazi. Le 18 février 2016, il joue son premier match dans la KHL avec le HK Vitiaz face au Severstal Tcherepovets. Il évolue ensuite de nombreuses saisons dans la VHL dont cinq avec le HK Dinamo Saint-Pétersbourg. En 2022-2023, il s'impose dans la KHL avec le HK Dinamo Moscou.

### Carrière internationale
Il représente la Russie au niveau international. Il honore sa première sélection senior le 17 décembre 2022 face au Kazakhstan et inscrit un but et une assistance lors d'une victoire 6-2.
Il remporte l'Universiade d'hiver de 2019 avec la Russie. Il marque le premier but de la victoire 2-1 contre la Slovaquie en finale de la compétition.

## Statistiques

### En club
| Saison    | Équipe                      | Ligue |                   | Saison régulière  | Saison régulière  | Saison régulière  | Saison régulière  | Saison régulière |   | Séries éliminatoires | Séries éliminatoires | Séries éliminatoires | Séries éliminatoires | Séries éliminatoires |
| Saison    | Équipe                      | Ligue | PJ                | B                 | A                 | Pts               | Pun               | PJ               | B | A                    | Pts                  | Pun                  |                      |                      |
| 2014-2015 | Thunder de Bloomington      | USHL  | 4                 | 0                 | 1                 | 1                 | 4                 | -                | - | -                    | -                    | -                    |                      |                      |
| 2014-2015 | IceRays de Corpus Christi   | NAHL  | 22                | 9                 | 8                 | 17                | 10                | -                | - | -                    | -                    | -                    |                      |                      |
| 2015-2016 | HK Vitiaz                   | KHL   | 1                 | 0                 | 0                 | 0                 | 0                 | -                | - | -                    | -                    | -                    |                      |                      |
| 2015-2016 | Rousskie Vitiazi            | MHL   | 38                | 15                | 18                | 33                | 28                | -                | - | -                    | -                    | -                    |                      |                      |
| 2016-2017 | HK Vitiaz                   | KHL   | 6                 | 0                 | 0                 | 0                 | 4                 | -                | - | -                    | -                    | -                    |                      |                      |
| 2016-2017 | THK Tver                    | VHL   | 24                | 9                 | 3                 | 12                | 14                | -                | - | -                    | -                    | -                    |                      |                      |
| 2016-2017 | Rousskie Vitiazi            | MHL   | 22                | 4                 | 13                | 17                | 24                | 7                | 3 | 2                    | 5                    | 2                    |                      |                      |
| 2017-2018 | HK Dinamo Saint-Pétersbourg | VHL   | 22                | 8                 | 0                 | 8                 | 8                 | -                | - | -                    | -                    | -                    |                      |                      |
| 2017-2018 | Toros Neftekamsk            | VHL   | 28                | 4                 | 5                 | 9                 | 6                 | 11               | 0 | 3                    | 3                    | 6                    |                      |                      |
| 2018-2019 | HK Dinamo Saint-Pétersbourg | VHL   | 43                | 14                | 9                 | 23                | 16                | -                | - | -                    | -                    | -                    |                      |                      |
| 2019-2020 | HK Dinamo Saint-Pétersbourg | VHL   | 50                | 9                 | 21                | 30                | 22                | 9                | 1 | 1                    | 2                    | 2                    |                      |                      |
| 2020-2021 | HK Dinamo Saint-Pétersbourg | VHL   | 50                | 5                 | 16                | 21                | 12                | 20               | 2 | 4                    | 6                    | 6                    |                      |                      |
| 2021-2022 | HK Dinamo Saint-Pétersbourg | VHL   | 51                | 19                | 21                | 40                | 12                | 23               | 8 | 8                    | 16                   | 10                   |                      |                      |
| 2022-2023 | HK Dinamo Moscou            | KHL   | 62                | 16                | 11                | 27                | 18                | 6                | 2 | 0                    | 2                    | 5                    |                      |                      |
| 2023-2024 | HK Dinamo Moscou            | KHL   | 46                | 11                | 4                 | 15                | 12                | 10               | 2 | 0                    | 2                    | 0                    |                      |                      |
| 2024-2025 | HK Dinamo Moscou            | KHL   | Saison en cours ? | Saison en cours ? | Saison en cours ? | Saison en cours ? | Saison en cours ? |                  |   |                      |                      |                      |                      |                      |